# Space opera
Feuilleton spatial
Pour les articles homonymes, voir Space Opera (homonymie).
Ne doit pas être confondu avec Space fantasy.

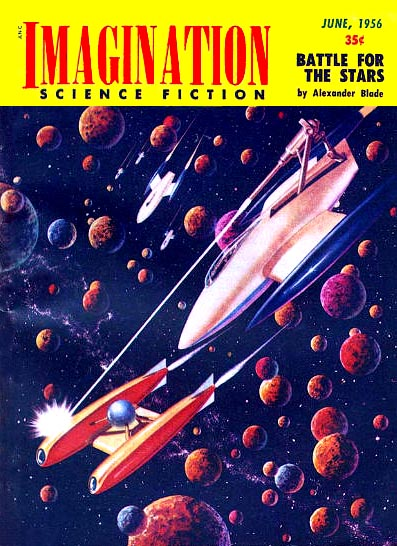
Couverture d'Imagination, juin 1956

Le space opera ou feuilleton spatial est un sous-genre de la science-fiction caractérisé par des histoires d'aventure épiques ou dramatiques se déroulant dans un cadre géopolitique complexe. Suivant les œuvres, le space opera rime avec exploration spatiale à grande échelle, guerres intergalactiques ou rigueur dans le réalisme scientifique. Apparu formellement au début des années 1940, le genre devient très populaire à partir des années 1960 et 1970 avec notamment Star Trek ou encore Star Wars qui est plus spécifiquement de la Space fantasy.

## Historique

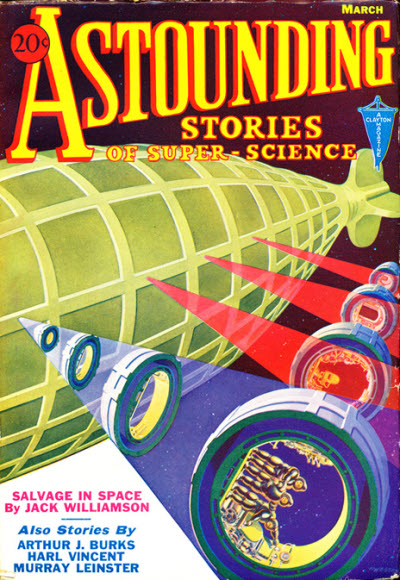
Couverture d'Astounding Stories, mars 1933, les débuts du space opera.

### Débuts
Parmi les premiers livres de proto-science-fiction que l'on considère comme appartenant au space opera, on compte Les Posthumes (1802) de Nicolas Edmé Rétif de La Bretonne, Star ou Ψ de Cassiopée (1854) de Charlemagne Ischir Defontenay et Lumen (1872) de Camille Flammarion. Le genre se développe également à la fin de l'ère victorienne, mais de manière épisodique (tel que The Struggle for Empire: A Story of the Year 2236 de Robert William Cole (en)).
Le terme « space opera » fut tout d'abord une expression péjorative, utilisée pour la première fois par l'écrivain Wilson Tucker dans son fanzine Le Zombie en 1941. Il entendait ainsi désigner, par analogie avec les expressions horse opera (Western opera) et « soap opera » (littéralement : feuilleton-savon), ce qu'il qualifiait de « the hacky, grinding, stinking, outworn space-ship yarn », autrement dit des clichés du récit d'aventure ou du western transposés dans l'espace, tels qu'on peut les trouver par exemple dans la série des John Carter de Mars de l'écrivain américain Edgar Rice Burroughs. Cette définition fut entérinée par l'une des premières encyclopédie de SF, Fancyclopedia, en 1944 ainsi que dans sa réédition de 1959. Ce sens péjoratif perdure encore parfois de nos jours.
Une certaine nostalgie pour le space opera des origines amène à une réévaluation du terme. Il est ensuite utilisé pour désigner un récit d'aventures dans l'espace, avec des personnages complexes et bien campés, une dramaturgie et une action spécifiques. Les chefs de file de ce nouveau space opera sont E. E. Smith (avec ses séries Skylark et Lensman), Edmond Hamilton, Jack Williamson et plus tard Leigh Brackett.
Les premiers écrivains ne disposaient d'aucun modèle sur lequel se baser : leurs premières histoires doivent énormément aux récits d'aventure et aux pulps des années 1920 à 1940, notamment les westerns et les récits exotiques situés en Afrique ou en Orient. Il y a de nombreux points communs entre les récits maritimes et les voyages spatiaux, les explorateurs de l'Afrique et les explorateurs interstellaires, les pirates des mers et les pirates de l'espace.

### Années 1960
Le space opera des années 1960 s'illustre avec quelques œuvres qui transposent dans l'espace les divers problèmes de leur temps. Ainsi, Étoiles, garde-à-vous !, de Robert A. Heinlein (1960) est une apologie des valeurs héroïques et guerrières, et Dune (1965) de Frank Herbert pose le problème de la façon dont l'homme peut vivre en symbiose avec son environnement ou au contraire l'exploiter de façon aveugle, et aborde très largement la complexité de la gouvernance d'un univers immense. Doctor Who apparait également pendant cette période.
Les mouvements sociaux et politiques de mai 1968 commencent à être transposés en SF par l'américaine Ursula K. Le Guin, avec des œuvres nettement moins centrées sur des aventures héroïques, mais plus philosophiques et idéologiquement engagées, telles que le roman pacifiste La Main gauche de la nuit, qui questionne en 1969 la nature du genre et son influence sur la violence dans la société, tout en mettant en scène plusieurs concepts fondamentaux du taoïsme.

### Années 1970: le nouveauSpace Opera
Dans les années 1970, un certain nombre d'écrivains, en majorité britanniques, entreprennent de donner une seconde vie au space opera, notamment après la parution en 1975 de The Centauri Device de John Harrison, et celle d'un éditorial d'Interzone appelant à la mobilisation. Ce renouveau coïncide avec le succès au cinéma des premiers épisodes de Star Wars, qui revient délibérément aux recettes du space opera des années 1940, et l'émergence du cyberpunk dont il subit l'influence. On peut parler d'une synthèse du space opera, du cyberpunk et de la hard science.
Il s'agit d'un space opera plus sombre, qui abandonne le schéma classique du « triomphe de l'humanité ». Les auteurs font intervenir des technologies plus récentes et proposent des personnages plus complexes que le space opera classique. S'il conserve l'échelle interstellaire, voire intergalactique et le souffle épique du space opera traditionnel, le nouveau space opera est plus rigoureux scientifiquement et en même temps plus ambitieux dans ses thèmes. Parmi les écrivains qui se sont illustrés dans le nouveau space opera, on peut citer : Iain M. Banks, Stephen Baxter, Greg Bear, Gregory Benford, David Brin, John Clute, Stephen R. Donaldson, Simon R. Green, Peter F. Hamilton, M. John Harrison, Paul McAuley, Ken MacLeod, Robert Reed, Alastair Reynolds, Karl Schroeder, Charles Stross, Edwin Charles Tubb, Joan Vinge, Vernor Vinge, John C. Wright, Louis Thirion, Walter Jon Williams et Scott Westerfeld.

### À partir des années 1990
Au cours des années 1990 et 2000 est apparue aux États-Unis une série de nouveaux auteurs, souvent publiés par l'éditeur  Baen Books : David Drake, David Feintuch (en), Lois McMaster Bujold, Eric Flint, S.M. Stirling, John Ringo et David Weber. Ces auteurs traitent plus volontiers de sujets militaires que leurs confrères britanniques, mettant souvent en scène des conflits interstellaires. Baen a ressorti conjointement des œuvres d'auteurs de la génération précédente comme James H. Schmitz, Larry Niven ou Jerry Pournelle, dans l'espoir de consolider les parts de marché du space opera militariste. Plus récemment, John Scalzi a rejoint les ténors du genre.
Parallèlement, le succès de séries de téléfilms ou de longs métrages comme Star Trek et Star Wars ont incité les éditeurs à exploiter le filon en publiant des romans basés sur les personnages et l'univers de ces films (voir la liste des romans de Star Trek et la liste des romans Star Wars).
La maison d'édition Del Rey Books, qui dépend de l'éditeur Random House depuis longtemps spécialisée dans le space opera, a multiplié ses publications au cours des années 1990 et 2000, faisant paraître ses propres versions du space opera militariste. Des récits du genre de la série des Star Fists de  David Sherman et Dan Cragg sont devenus de plus en plus répandus.
Peu de femmes se sont illustrées dans le space opera des débuts, et si C. J. Cherryh a eu le privilège de voir un astéroïde recevoir son nom (77185 Cherryh), elle fait longtemps figure d'exception en contribuant à des genres considérés plutôt virils comme le nouveau space opera (l'univers Foreigner), la science-fiction scientifique (Downbelow Station) et le space opera militaire (la trilogie de Faded Sun). Cependant on constate actuellement une féminisation du genre avec des auteurs comme Elizabeth Moon, Lois McMaster Bujold, Jennifer Wingert, la Canadienne Karin Lowachee, la Britannique Karen Traviss (qui participe aux romans inspirés de Star Wars), l'Américaine Elizabeth Bear, Kristine Smith, ou Linnea Sinclair.
Parallèlement, à la télévision le genre connaît un renouveau avec l'apparition de nouvelles séries comme Stargate SG-1 qui exploite l'idée d'un réseau de portes à travers la galaxie et qui essaie d'expliquer toutes les découvertes technologiques avec une surexploitation du technobabillage. La réinvention de Battlestar Galactica fait aussi partie d'un nouveau type de space opera, le ton épique de la première série des années 1980 étant abandonné au profit d'une thématique plus réaliste qui aborde des thèmes occidentaux contemporains.
En France, Pierre Bordage met en scène des épopées réunissant les caractéristiques comme les ordres secrets, fraternités, sectes, mal obscur et mondes foisonnants où l'humanité se niche dans des formes de vie les plus insolites. La première d'entre elles : Rohel le conquérant (1993), met en scène Rohel le Vioter aux prises avec un puissant cartel. La trilogie Les Guerriers du silence (1993-1996) qui révèle cet auteur au grand public, est une œuvre majeure qui nous plonge dans une saga dense et émouvante, empreinte de philosophie bouddhiste. Les Griots célestes apportent à ce genre un point de vue original : porteurs de la mémoire de l'Humanité disséminée, les griots se déplacent à travers des flux qui les mènent au hasard des mondes et des peuples amnésiques de la diaspora originelle. La dernière en date La Fraternité du Panca, tome 5 Frère Elthor 2012, du même auteur est construite de façon originale dans une pentalogie ou chaque tome met en scène un frère ou une sœur dans leur quête.
Paul-Jean Hérault est un écrivain peu diffusé qui a reçu le prix Cyrano en 2005. Il a construit au fil du temps de véritables univers techniquement et politiquement crédibles. La saga du pilote spatial Gurvan, des romans comme Le Bricolo, Les Clones Déviants ou Criminels de guerre, la saga des Cal de Ter lui permettent d'aborder avec pertinence l'inutilité des guerres, l'importance de l'amitié et de l'honneur, l'importance de l'éducation, de l'honnêteté et de la justice. Il mêle souvent la réflexion menée par ses héros, souvent d'anciens soldats, à l'action avec de nombreux combats au sol ou des batailles spatiales (PJ Hérault est un ancien pilote). Son roman La Fédération de l'Amas aborde d'une manière originale la télékinésie, la téléportation et les relations avec les morts (les auras).

## Caractéristiques
Les récits de space opera ont pour caractéristique commune de se dérouler à une échelle interplanétaire (fréquent dans les premiers récits de SF), interstellaire (le plus souvent), (inter)galactique voire universelle, ce qui magnifie les enjeux des thématiques abordées par le récit de science-fiction : l'avenir de l'espèce humaine, les rencontres avec des espèces extraterrestres, les enjeux politiques (conflits entre des entités à l'échelle galactique), l'écologie (Dune)... Les autres effets du space opera sont que les personnages peuvent paraître par comparaison encore plus infimes, que de nouvelles explorations sont possibles que ce soit en territoires explorables ou en découvertes de sociétés jusqu'à présent en autarcie.
Un space opera se déroule habituellement dans l'espace ou sur une ou plusieurs planètes distantes. Le réalisme du récit varie considérablement d'une œuvre à l'autre ; souvent, au cinéma ou à la télévision, pour accroître l'intensité dramatique ou par économie, les lois de physique spatiale sont diversement maltraitées : personnes et objets se déplaçant dans un vaisseau en apesanteur (et sans gravité artificielle) comme s'ils étaient sur Terre, bruit des propulseurs de vaisseaux et explosions audibles dans l'espace dans Star Wars par exemple, où l'on constate par ailleurs d'autres improbabilités, quasi-majorité des planètes habitables par l'homme, méconnaissance des décalages temporels énormes dus à la relativité qui empêcheraient toute concomitance entre des systèmes planétaires aussi éloignés.
A contrario, certains auteurs s'efforcent de rendre leurs récits plus crédibles en y intégrant des éléments scientifiquement avérés, ou bien en anticipant l'usage de technologies qui font l'objet de débats ou de spéculations dans les milieux scientifiques : sphères de Dyson, téléportation... Rallier deux points de l'espace plus vite que la lumière pourrait par exemple être rendu possible par l'exploitation, aujourd'hui toute théorique, du phénomène des trous de ver ou bien encore dans le cadre de la théorie de l'espace et du temps du physicien allemand Burkhard Heim qui prédit la possibilité de convertir l'énergie électromagnétique en énergie gravitationnelle.
Parfois même on rencontre dans un space opera des technologies émergentes, dont on peut raisonnablement estimer qu'elles sont appelées à se développer et à se banaliser (exemple : les multiples applications des nanotechnologies couramment utilisées par les personnages du roman L'Aube de la nuit).

## Quelques univers despace opera

### Littérature
- Le Cycle de l'Ékumen de Ursula K. Le Guin
- L'Aube de la nuit de Peter F. Hamilton
- Bloody Marie de Jacques Martel
- Les Cantos d'Hypérion de Dan Simmons
- Le Chant du cosmos de Roland C. Wagner
- Chanur de C. J. Cherryh
- Destination Univers, anthologie francophone de Jean-Claude Dunyach et Jeanne-A Debats
- La Fraternité du Panca de Pierre Bordage
- L'Étoile de Pandore de Peter F. Hamilton
- Étoiles mourantes d'Ayerdhal et de Jean-Claude Dunyach
- Un feu sur l'abîme et Au tréfonds du ciel de Vernor Vinge
- La Geste des Princes-Démons de Jack Vance
- Le Guide du voyageur galactique de Douglas Adams
- Kwest d'Andreas Eschbach
- La Légion de l'espace de Jack Williamson
- Les loups des étoiles d'Edmond Hamilton
- Les Machines de Dieu de Jack McDevitt
- La Mécanique du talion de Laurent Genefort
- La Nef des fous de Richard Paul Russo
- Noô de Stefan Wul
- Omale de Laurent Genefort
- L'Orphelin de Perdide de Stefan Wul
- La Paille dans l'œil de Dieu de Larry Niven et Jerry Pournelle
- Santiago et Ivoire de Mike Resnick
- Suprématie de Laurent McAllister
- La saga The Expanse de James S. A. Corey.
- Warchild (en) de Karin Lowachee (en)
- Le cycle de la Culture de Iain M. Banks
- Le Cycle d'Ender d'Orson Scott Card
- Le cycle de Fondation d'Isaac Asimov
- Le cycle de la Ligue Polesotechnique de Poul Anderson (qui comprend Le Monde de Satan)
- Le cycle du Fulgur de E. E. « Doc » Smith
- Le cycle de Dune de Frank Herbert
- Le cycle des Inhibiteurs d'Alastair Reynolds
- Le cycle de la probabilité de Nancy Kress
- Le cycle du Vieil homme et la guerre (en) de John Scalzi
- La saga L'Aventurier des étoiles d'Edwin Charles Tubb
- La Saga de l'Empire skolien de Catherine Asaro
- La Saga Vorkosigan de Lois McMaster Bujold
- La saga des Gurvan de Paul-Jean Hérault
- La saga des Cal de Ter de Paul-Jean Hérault
- La Saga des sept soleils de Kevin J. Anderson
- La Trilogie des guerriers du silence de Pierre Bordage
- La trilogie du Melkine de Olivier Paquet
- La série allemande Perry Rhodan
- Space Opera de Jack Vance
- La série des Honor Harrington de David Weber
- Succession de Scott Westerfeld
- Traquemort de Simon R. Green
- La trilogie du Problème à trois corps de Liu Cixin

- Sidéra, aventures galactiques de Graetzel Blondilla

### Cinéma et séries télévisées
- Andromeda de Gene Roddenberry
- Babylon 5 de Joe Michael Straczynski
- San Ku Kaï de Shōtarō Ishinomori
- Caprica de Remi Aubuchon (en) et Ronald D. Moore
- Les Chroniques de Riddick de David Twohy
- Le Cinquième Élément de Luc Besson
- Cosmos 1999 de Gerry Anderson et Sylvia Anderson
- Doctor Who de Sydney Newman, puis Russell T Davies en 2005, puis Steven Moffat en 2010 et Chris Chibnall depuis 2018.
- Farscape de Rockne S. O'Bannon
- Firefly de Joss Whedon
- Galactica de  Glen A. Larson et Battlestar Galactica de Ronald D. Moore
- John Carter d'Andrew Stanton
- Les Maîtres du temps de René Laloux
- Space 2063 de Glen Morgan et James Wong
- Serenity de Joss Whedon
- Space Sweepers de Jo Sung-hee
- Star Trek de Gene Roddenberry
- Stargate, la porte des étoiles de Roland Emmerich
- Stargate SG-1, Stargate Atlantis et Stargate Universe de Robert C. Cooper et Brad Wright
- Star Wars de George Lucas
- The Expanse de Mark Fergus et Hawk Ostby
- La Stratégie Ender de Gavin Hood
- Les Gardiens de la Galaxie de James Gunn
- Valérian et la Cité des mille planètes de Luc Besson
- Dark Matter de Joseph Mallozzi et Paul Mullie
- Killjoys de Michelle Lovretta

- Legends of Tomorrow (2016-present)
- The Orville (2017-present) de Seth MacFarlane
- Captain Marvel (2019) de Anna Boden et Ryan Fleck

### Dessins animés et séries animées
- Albator, le corsaire de l'espace et Albator 84 de Leiji Matsumoto
- La Bataille des planètes
- Capitaine Flam
- Cobra
- Cowboy Bebop
- Galaxy Express 999
- Heroic Age
- Il était une fois... l'Espace
- Legend of the Galactic Heroes (titre original : Ginga Eiyū Densetsu)
- Mobile Suit Gundam de Yoshiyuki Tomino
- Macross de Shôji Kawamori
- Sonic X (épisodes 53 à 78)
- Space Dandy
- Titan A.E. de Don Bluth et Gary Goldman
- Ulysse 31
- Yamato de Leiji Matsumoto et Yoshinobu Nishizaki (en)

- Winx Club
- Final Space (2018-present) de Olan Rogers

### Bande dessinée
- Albator de Leiji Matsumoto
- Adam Warlock de Jim Starlin
- La Caste des Méta-Barons de Juan Gimenez et Jodorowsky
- Le Cycle de Cyann de François Bourgeon et Claude Lacroix
- Dreadstar de Jim Starlin
- Le Fléau des dieux de Valérie Mangin
- Gardiens de la Galaxie d'Arnold Drake et Gene Colan
- L'Incal de Moebius et Jodorowsky
- Kookaburra de  Crisse
- Lanfeust des Étoiles de Christophe Arleston et Didier Tarquin
- Lone Sloane de Druillet
- Les Mondes d'Aldébaran de Leo
- Orbital de Serge Pellé et Sylvain Runberg
- Universal War One de Denis Bajram
- Le Vagabond des Limbes de Christian Godard et Julio Ribera
- Saga de Brian K. Vaughan
- Valérian et Laureline (Valérian, agent spatio-temporel) de Pierre Christin et Jean-Claude Mézières
- Sillage de Jean-David Morvan et Philippe Buchet
- Sky-Doll d'Alexandro Barbucci et Barbara Canepa

### Jeux vidéo
- Allods Online, un MMORPG de Gpotato
- Battlestar Galactica d'Auran
- Battlecruiser Millenium de DreamCatcher Interactive
- Black Prophecy, un MMO de Reaktor
- X: Beyond the Frontier, X²: The Threat, X³: Reunion, X³: Terran Conflict, X³: Albion Prelude, X Rebirth et X⁴: Foundations de Egosoft
- Colony Wars de Psygnosis
- Conquest: Frontier Wars de Fever Pitch
- Dark Horizon de Quazar Studio
- Darkstar One d'Ascaron Software
- Dead Space de Visceral Games
- Freespace de Volition
- Destiny de Bungie
- Elite, Elite Plus, Frontier: Elite II, Frontier: First Encounters et Elite: Dangerous de Frontier Developments
- Endless Space, un 4X d'Amplitude Studios
- EVE Online, un MMORPG de CCP
- Freelancer de Digital Anvil
- Galactic Civilizations de Stardock
- Galaxy Angel de Broccoli
- Ground Control et Ground Control II: Operation Exodus de Sierra
- Halo de Bungie et 343 Industries
- Haegemonia de Digital Reality
- Homeworld de Relic Entertainment
- Imperium Galactica et Imperium Galactica II de Digital Reality
- Independence War et Edge of Chaos: Independence War 2 de Particle Systems
- Infinity, un MMO d'I-Novae
- Infinite Space, un RPG/STR de Nude Maker et Platinum Games
- Mankind, un MMO/STR de Vibes
- Mass Effect, Mass Effect 2 et Mass Effect 3 de BioWare
- Master of Orion de Simtex et Quicksilver Software
- Metroid de Nintendo
- Nexus: The Jupiter Incident de Mithis Games
- OGame, un MMO de Gameforge
- Pirate Galaxy, un MMO de Gamigo
- Project Freedom de City Interactive
- Rogue Galaxy de Level-5
- Sins of a Solar Empire de Stardock Corporation
- Spaceforce: Captains et Spaceforce: Rogue Universe de Provox Multimedia Studio
- Star Ocean de tri-Ace
- Star Citizen de Cloud Imperium Games
- Star Wars
- Star Fox de Nintendo
- Star Ruler de Blind Mind Studios
- Starcraft de Blizzard Entertainment
- Starlancer de Digital Anvil
- Stellaris de Paradox Interactive
- Tachyon: The Fringe de Novalogic
- Tarr Chronicles de Quazar Studio
- The Tomorrow War de Crioland
- Warframe de Digital Extremes
- Warhammer 40,000: Dawn of War de Relic Entertainment
- Wing Commander: Privateer de Origin Systems
- Privateer 2: The Darkening de Electronic Arts

### Séries Audio
- Clyde Vanilla d'Antoine Daniel
- Les Aventuriers du Survivaure de Frank Guillois, alias Knarf

### Musique
- La Mort d'Orion de Gérard Manset

### Parodies
- Adoprixtoxis de Nico et Matt
- Les Aventuriers du Survivaure de Franck Guillois
- CosmoQueer ou CosmoQueer Vs StarStraight de Kevin Saad
- La Folle Histoire de l'espace de Mel Brooks
- Galaxy Quest de Dean Parisot
- Le Guide du voyageur galactique de Douglas Adams
- Hyperdrive (en) d'Andy Riley et Kevin Cecil
- La légende de Xantah de Nico et Matt
- Red Dwarf de Rob Grant et Doug Naylor